# Ботево (област Враца)
Вижте пояснителната страница за други значения на Ботево.
Бо̀тево е село в Северозападна България. То се намира в община Хайредин, област Враца.

## География
Намира се на 24 км южно от Оряхово и е разположено върху полегат южен склон на левия бряг на р. Бързина, изтичаща от едноименния язовир, разположен на около 500 м западно. Землището му заема площ от 8876 дка и граничи на изток със селата Липница и Алтимир, на юг – с Бързина, на запад – с Хайредин и на север – със Софрониево.

## История

### За името на селото и заселването му
Землището на днешното село Ботево е населявано от най-древни времена. Сегашното село е разположено върху културен пласт на антично тракийско селище. Тракийски могилен некропол е открит в Лозята над селото. Могилен некропол има и на изток от селото след пясъчната кариера. Следи от трако-римско селище има и в местността Жерави бари.
Село Ботево (Бокьово) е основано върху част от землището на обезлюденото през XVII век село Проданковица (Проданковец). След запустяването на Проданковец югоизточната част от землището му започнали да наричат Бръзенски соват, по името на съседното село Бързина. През 1865 г. турската администрация заселва тук черкези и новото селище било наречено „Бръзенски черкези“. Есента на 1877 г., изплашени от руските освободителни войски, черкезите се изселват оттам завинаги. На същото място започнали да прииждат заселници от планинските села – най-вече от Орханийско и Врачанско. От село Калугерово, Орханийско, дошли родът Мачугови, семействата на майсторите -зидари Коцо и Христо Станчеви, от Долна Кремена дошли Герчовци, Джаджерете, Меродийте, Пашинците, Вълкан Гешовски, Тошо Георгиев, Цоновци, от село Боженица, Орханийско, идват Лаловци, от село Своде, Орханийско – Нитовите, от Бакова могила, община Своде – някои от децата на дедо Милен.
С указ от 1884 г. селото е преименувано от Бързински Соват в Ботево.
„Името му Ботево е произлезло от нашия славен поет и революционер Христо Ботев. Когато слезнал на Козлодуйския бряг от парахода „Радецки“ и потеглил с четата си за Врачанския балкан, пътят му минавал недалеч от с. Ботево, от източната страна на около 2 и ½ км. При местността „Кривия вир“. През тази местност минава река Бързина, на която, тогава, имало мост, наречен „Толова мост“. През този мост е минал Христо Ботев с четата си и се запътил към Врачанския балкан. Дотогава слабо познавали Христо Ботев, но мълвата, че той е поет и революционер, който иска да освободи България от турско иго, се разнася навсякъде, затуй те нарекли новото заселище Ботево.

### Предания и легенди
Интересно предание за заселването на селото и името му разказва Атанас Райнов: „По време на подготовката на Априлското въстание предприемачът за строителство на черкви, манастири, параклиси Кирик от с. Калугерово предал на османската власт Никола Славков, определен за ръководител на въстанието в Орханийския край. Това възмутило селяните в Калугерово и Своде до дън душа и те искали да отмъстят на предателя. Но не успели, защото се намирал под покровителството на властта. Тогава от тези села се изселили цели фамилии и си основали ново село в Оряховско, на което дали името Ботево. Това е първото и единствено населено място в България, което приело без правителствен указ името на този велик син на нашата родина, все още по онова време не достатъчно популярен за разлика от Левски, който бе вече кумир-легенда. Това село Ботево като израз на протест не си построи и черква, въпреки че преди 9 септември 1944 г. синодът няколко пъти струпваше безплатно строителни материали за храм божи!“
Това предание е любопитно, имайки предвид и факта, че едни от първите преселили се от Калугерово са семействата на майсторите Коцо и Христо Станчеви, заедно със семейството на зет им по сестра Йото Томов от село Чекотин, също Ботевградско. Майсторите вече били работили в този край зидария, а и тяхно дело са църквите в селата Добролево и Търнава. А в Ботево така и не се построява църква...
В рода на дядо Цоно Христов Горанов по майчина линия, – Черньовци, Черните – преселил се тук от Калугерово, все още се разказва легендата за това преселение.
Било в последните години на владичеството.
В балканското село Калугерово се размомяла мома Вълкана. Хубава била Вълкана и за хубостта ѝ се заговорило не само в Калугерово, а и в близки и далечни села. Стигнала мълвата и до ушите на един турчин – разбойник, предводител на група безделници, които тормозели селяните в цялата околия. Чул той за Вълкана и веднага се метнал на коня, а цялата му свита след него. Така една привечер те нахлули в Калугерово, убили бащата и вързали брата на Вълкана, а нея турчинът метнал пред себе си на коня. Отвлекли хубавата мома…
Като тръгнали да си отиват, минали по един път направо през гората и там спрели за почивка. Писнала зурна, започнали песни, веселби и гуляи. Заставили Вълкана виното да им налива. И нали била хитра хубавицата, и нали се била зарекла по-скоро да умре, отколкото друговерците да я поругаят – сипвала тя, сипвала и виното не жалела. Не след дълго, пияни и уморени, разбойниците заспали, а тя тихо се измъкнала и побягнала в тъмната гора. „По-добре горските зверове да ме разкъсат, по-добре мъртва, отколкото в ръцете на онези пияни зверове“ – мислела си тя и тичала с все сила. Спъвала се в тъмното, падала, ставала, пак бягала…
Започнало да се развиделява. Толкова се изморила, че едвам влачела крака, а очите ѝ сами се затваряли. Усетила, че силите я напускат и не ще може да се изплъзне…Тогава видяла едно кухо дърво и бързо се скрила в него. Вече се чувал тропотът на конете и гневните гласове на преследвачите. Три пъти минавали турците покрай дървото, три пъти го обикаляли, три пъти стаявала тя дъх, но не я открили и си заминали. Много време след това не посмяла да излезе от своето скривалище. А когато понечила да излезе, разбрала с ужас, че се е заклещила. Колкото и да се мъчела, не могла да се освободи, не могла и да повика за помощ, за да не се издаде. Така минал ден, минала нощ, втора, трета…
Клетата девойка вече беряла душа, когато стоновете ѝ дочули две козарчета, но дострашало ги да се приближат и хукнали към селото, за да обадят на мъжете. Забавили се по пътя децата и когато селяните стигнали дървото, от него вече никой не се обаждал. Издъхнала била момата. Колкото и да се мъчели – не могли да извадят мъртвата и най-накрая отсекли дървото. Така се била вкопчила Въркана в него, че едвам ги отделили. Целунал своята мъртва сестра брат ѝ Цоло, свел очи и бавно я понесъл на ръце към селото. Биело тежко сломеното му сърце, сълзи на гняв и мъка светели в очите му:
- Тук място за мене няма, тук няма за мен живот!
И тръгнал той с цялото си семейство и покъщнина – слязъл от Балкана да търси долу в полето покой за клетата си душа и по-добър живот за своите деца.
Заселил се в днешното село Ботево. Когато се преселил, със себе си довел едно малко момиченца – милата му дъщеричка, която носела името на хубавицата Вълкана. И така останал обичая през поколение името да се подновява, за де се пази в рода жив споменът за онази Вълкана – хубавата българка, смелата балканджийка, опазила с цената на живота си чест и име.

### Стопанско, икономическо и културно развитие в началото на ХХ век
В 1903 г. Ботево има 360 жители, 21 новородени, 3 починали, 7 женитби, и 6 грамотни жители.
Интересни сведения за развитието на селото в началото на века има в издадения през 1904 година „Пътеводител за Оряховската околия“:
| „     | На река Бързина има три воденици на Н. Гачев, Я. Пенчев и В. Христов. …Климатът е мек и повечето сух. Района на селото е горист и поле. Пасище има около 1000 декара. Селото има 76 къщи и всички са надземни. То е под план. Население има 370 души, от които 190 мъже и 180 жени. От тях само 120 мъже и жени са грамотни. Селяните се занимават главно със земеделие и скотовъдство. Те са трудолюбиви, възприемчиви и преобладава в тех сангвинистическият темперамент. Чистотата изобщо е удовлетворителна. Водата за пиене е кладенчова и достатъчна. В по-късни години кооперацията построява водопровод. По хората върлува пролет и лете гърлобол и треска, а по добитъка, особено летно време, шап и др. Не е известно да е имало лекар в селото, ходели са в близките градчета при заболяване. Дългогодишна „баба“ (акушерка) е била баба Рада, съпруга на учителя Нино Гачев, в чиито силни и добри ръце са проплакали почти всички ботевчани. Мъжката носия е потури, а женската сукман и вълненик. Главна храна на селяните е царевицата. Почвата е черноземна и се произвежда царевица, жито, ечемик, овес и просо. Земята се обработва с плугове и се употребяват следните машини: веячки, дърмон, браздачка и пр. При обработването на земята селяните си служат с волове и биволи. От това село излиза най-добро сирене, вълна и коноп. Селото притежава: 4000 декара ниви, 500 декара ливади и 1500 гора… Селяните се занимават със скотовъдство и от части с птицевъдство. Развъждат: овце, кози, коне, говеда, свине, кокошки, гъски и патици. Износ има само на яйца и патици. От това село изкарват за продан добър шаек. Гледат се и буби за производство на коприна. Селяните ходят на пазар в гр. Оряхово, гдето и закарват за продан храните си, защото е по-близо и пътят е по-добър. Занаятчии: А. Тодоров и Ст. Николов – керемедчии. Първият от тях се занимава още с дрехарство. За пръв път е отворено тук училище през 1881 г. Училищното здание е правено през същата година по стопанствен начин за около 200 лева. Учител е Н. Гачев. На задължително обучение подлежат 30 момчета и 16 момичета. Има спор за мера със село Бързина. Селото има събор всяка година на Димитровден. | “ |
| [ 7 ] | |   |

Първи учители-Нино Гачев (завършил 1898 г. Пловдивската гимназия) и Забаров (не е от Ботево).
Дългогодишни учители след тях – Минко Мермерски и Видул Мерудийски.
Жители на селото участват във войните през 20 век, като на падналите в боевете има издигнат паметник в центъра.
При избухването на Балканската война един човек от Ботьово е доброволец в Македоно-одринското опълчение.
Селото дава свидни жертви през Балканската война:
редник Яким Маринов Миковски загива на 4 ноември 1912 г. в боевете при Чаталджа, 
редник Петър Тодоров Канков загива на 5 ноември 1912 г. в боевете при Чаталджа, 
редник Симеон Лазаров Пеев загива на 7 юли 1913 г. в Неврокопско.
Има много участници в Първата световна война.

## Население
Преброяване на населението през 2011 г.
Численост и дял на етническите групи според преброяването на населението през 2011 г.:
|                     | Численост | Дял (в %) |
| Общо                | 81        | 100,00    |
| Българи             | 77        | 95,06     |
| Турци               | 0         | 0,00      |
| Цигани              | 0         | 0,00      |
| Други               | 0         | 0,00      |
| Не се самоопределят | 0         | 0,00      |
| Неотговорили        | 3         | 3,70      |

## Културни и природни забележителности
Между село Ботево и Хайредин има топъл минерален извор, чиито води са със сярно съдържание и лекуват различни болести.
Истинска природна забележителност са поляните при вековния дъб в гората до селото, където напролет могат да се видят златни цветове гороцвет. Греещи като звезди омайни горски цветове – гороцвет, цветето, с което според легендите самодивите омайвали закъснели пътници, изкусни свирачи и овчари. В гората е и Самодивското кладенче.

### Кухня
Характерни местни ястия: пържен боб с яйца и пиле с лютика. Пържен боб с яйца: Зрял боб се вари в подсолена вода, изцежда се от водата и се запържва в по-широк съд с червен лук и червен пипер. Когато се опържи, отгоре „му се чукат три-четири яйца“ и се оставя на тих огън, докато и те се опържат. Не се бърка. Ястието е много вкусно. Пиле с лютика: Пилето се нарязва „на мръвки“ и се запържва. Опичат се червени чушки, белят се и се нарязват. Към тях се прибавя скълцан чесън и магданоз, разбърква се лютиката и се добавя изпърженото месо.

## Политика
Кметски наместник – Соня Христова Ненкова

## Личности
Родени в Ботево
- Марин Мермерски (р. 1924), български офицер, генерал-майор